# 中森華子
中森 華子（なかもり はなこ、1988年12月1日 - ）は、日本の女子プロレスラー。神奈川県川崎市出身。血液型はA型。本名は小林 華子（こばやし はなこ）。PURE-J女子プロレス所属。

## 所属
- 伊藤薫プロレス教室（2006年 - 2010年）
- 時津事務所（2011年）
- JWP女子プロレス（2011年 - 2017年）
- PURE-J女子プロレス（2017年 - ）

## 経歴・戦歴
2005年
- 2005年にBBdoll所属の女子総合格闘家としてプロデビューを目指す一方で、伊藤薫プロレス教室に通いプロレスの練習も並行して行う。10月15日にはスマックガールのアマチュアマッチに出場するが、以後はBBdollを離れプロレスに専念（その後BBdollは翌年3月に解散）。

2006年
- 7月16日、東京・新宿FACEの「息吹」第8回興行で、松本浩代相手に本名でプロレスデビュー。

2009年
- 2月4日、新宿FACEで行われたJEWELS 2nd RINGで3年半ぶりに総合格闘技に参戦、メインイベントで石岡沙織と対戦するも1ラウンドTKO負けを喫した。

2010年
- 10月17日、森居知子とともに伊藤道場を退団。

2011年
- 森居とともに元JWP統括部長が代表を務める時津事務所と契約。リングネームを母方の姓から取って「中森華子」に改めフリーランスとしてJWPにレギュラー参戦。森居とのタッグで「JWPタッグリーグ・ザ・ベスト2011」にも参戦している。一方、総合格闘家としては藪下めぐみらを擁するFIGHT CHIXと契約。
- 3月6日、森居とともにJWP正式入団が発表される。同時にLeon主宰「獅子の穴」にも加わる[1]。
- 7月9日、JEWELS 15th RINGにおいてキックルールで千佳子WSRと対戦。JWP移籍後初の格闘技戦となるも敗戦。
- 10月20日、Leon、大畠美咲と「ラブドライト」を結成。

2012年
- 1月4日、プロレスリングWAVE新宿大会で大畠美咲より「ブラック・ダリア」に勧誘され、Leonの静止を振り切って加入。
- 「JWPタッグリーグ・ザ・ベスト2012」に大畠美咲との「ラブドライト」で出場。4月8日東京キネマ大会での決勝まで進むが、植松☆輝に敗れる。
- 7月16日、我闘雲舞初参戦。我闘雲舞の日本興行「Gatoh-meet•3」で、勝愛実と組んでさくらえみ&米山香織組と対戦。
- 8月12日、「獅子の穴」卒業試合として大畠美咲と組み、代わって獅子の穴入りする成宮真希&飯田美花組と対戦。大畠が飯田からフォールを奪い有終の美。
- 8月19日、昼のJWP後楽園大会で大畠美咲と「獅子の穴」卒業後初タッグで、尾崎魔弓&輝優優のOZアカデミー「正危軍」タッグと対戦するも、輝にフォールを奪われる。夜の我闘雲舞市ヶ谷大会『Gatoh-meet•10』でさくらえみを下し、ガトヌンクライマックス優勝。
- 9月9日、JWPキネマ大会でモーリー（森居知子）と組んでさくらえみ&米山香織組（ユニット名・リセット）と対戦。当初、モーリーとのシングルマッチだったがリセットが大会に出ていないことをTwitterで疑問に感じ、リセットも出場希望していることを受けて、モーリーと共に対戦を熱望。結果、大会直前にカードが変更となる異例の事態となった。大会では敗れたものの、リセットと共感し、モーリーと共にJWP反体制派として行動を共にしたことでJWPの大半の選手から反感を買う一方で我闘雲舞の定期参戦が決定する。
- 9月14日、我闘雲舞市ヶ谷大会『Gatoh-meet•12』でさくら、米山、モーリー、中森の4人でユニット「ハートムーブ系リフォーム」を結成。
- 10月28日、JWPキネマ大会でモーリーと組んで、コマンド・ボリショイ&中島安里紗組が持つJWP認定タッグ王座&デイリースポーツ認定女子タッグ王座選手権試合に挑戦するが敗退。

2013年
- 6月15日、プロレスリング・SECRET BASE横浜大会に初参戦。
- 8月18日、モーリーとの「ハートムーブ」として春山香代子&倉垣翼が持つJWPタッグ二冠に再挑戦し奪取成功。
- 12月1日、JWP浅草花やしき大会で花屋敷花子デビュー。

2016年
- 12月28日、中島安里紗を破り、第30代JWP認定無差別級王座になる。

2023年
- 8月11日の後楽園大会で3度目のPURE-J認定無差別級王座防衛を果たした際は「私に負けられないと思う後輩がいたらもっともっと来てほしいし、そういう後輩がうちにはいないと思ってるので」と孤高に涙していた[2]。

## 得意技
- 破天荒
- ブルーサンダー
- 彼岸花
- 鎮魂歌ドライバー
- 網打ち式原爆固め
- 夜行列車極楽行
- 首つりの森
- 路上

## 入場テーマ曲
- 「華麗に舞え！(オリジナルver(犬神サーカス団 アルバム「ビバ!アメリカ」とは違うオリジナルver))(2015年現在)
- 「残酷楽園」（犬神サーカス団）(2nd)
- 「最後のアイドル」（犬神サーカス団）（1st）

## タイトル歴
JWP女子プロレス
- JWP認定無差別級王座
- JWP認定タッグ王座

PURE-J女子プロレス
- PURE-J認定無差別級王座
- デイリースポーツ認定女子タッグ王座

## 戦績

### 総合格闘技
| 総合格闘技 戦績 | 総合格闘技 戦績 | 総合格闘技 戦績 | 総合格闘技 戦績 | 総合格闘技 戦績 | 総合格闘技 戦績 | 総合格闘技 戦績 |
| --------------- | --------------- | --------------- | --------------- | --------------- | --------------- | --------------- |
| 2 試合          | (T)KO           | 一本            | 判定            | その他          | 引き分け        | 無効試合        |
| 0 勝            | 0               | 0               | 0               | 0               | 0               | 0               |
| 2 敗            | 1               | 1               | 0               | 0               | 0               | 0               |

| 勝敗 | 対戦相手 | 試合結果                                   | 大会名          | 開催年月日    |
| ×    | アミバ   | 5分2R終了 判定0-3                          | JEWELS 3rd RING | 2009年5月16日 |
| ×    | 石岡沙織 | 1R 2:20 TKO（3ダウン：スタンドパンチ連打） | JEWELS 2nd RING | 2009年2月4日  |

## 作品

### 写真集
- HANAKO（2012年8月21日、JWP女子プロレス）
- ZE・N・RYO・KU（2016年12月1日、プリヴェコミュニケーションズ、撮影：野川イサム）ISBN 978-4908692758

### イメージDVD
- 桃の華（2013年1月25日、グラッソ）
- 全力プリンセス（2017年1月20日、ファインピクチャーズ）